# В рамках закона
«В рамках закона» (англ.  Within the Law) — американский криминальный фильм режиссёра Густава Махаты, который вышел на экраны в 1939 году.
В основу фильма положена бродвейская пьеса 1912 года драматурга Байарда Вейллера «В рамках закона», которая рассказывает о незаконно осуждённой девушке (Рут Хасси), которая, выйдя на свободу, становится главой банды мошенников, одновременно осуществляя коварный план мести людям, из-за которых она оказалась в тюрьме.
По пьесе Вейллера, начиная с 1915 года, было поставлено четыре фильма, и данный фильм стал последним из них. После выхода на экраны картина получила сдержанно-позитивные отклики критики, особенно выделившей актёрскую игру. Современные критики, достаточно высоко оценив производственные качества картины, обратили также внимание на её устаревший сюжет.

## Сюжет
В крупном универмаге Гилдера в отделе ювелирных изделий одна из продавщиц крадёт с прилавка драгоценности, беспечно оставленные её коллегой, и собирается спрятать их в своём шкафчике в раздевалке. В этот момент в раздевалку с обыском заходит глава службы безопасности универмага Макгуайр (Клифф Кларк), и девушка подбрасывает драгоценности в первый попавшийся незапертый шкафчик, который принадлежит 22-летней продавщице Мэри Тёрнер (Рут Хасси). Обнаружив украденные драгоценности, Макгуайр доставляет Мэри к владельцу магазина, сухому и жёсткому мистеру Гилдеру (Сэмьюэл С. Хайндс), который отказывается выслушивать её объяснения, передавая дело в суд. Так как его сын Ричард (Том Нил) увлекается авиацией и сам пилотирует самолёты, Гилдер решает назначить его руководителем нового отдела, который будет торговать самолётами.
Судья предлагает мистеру Гилдеру взять Мэри на поруки, а когда тот отказывается — приговаривает девушку за кражу к трём годам тюрьмы. Перед тем, как Мэри уводят, она обещает Гилдеру отомстить за то, что он рушит её жизнь. В тюрьме Мэри знакомится с Агнес (Рита Джонсон), весёлой и общительной профессиональной преступницей, которая отбывает очередной срок за шантаж. Агнесс помогает Мэри адаптироваться в новой обстановке, и вскоре они становятся подругами. Там же Мэри записывается в библиотеку, однако вопреки рекомендации библиотекаря почитать «Унесённые ветром» Мэри начинает штудировать книги по юриспруденции. Перед выходом Агнес из тюрьмы Мэри даёт ей несколько советов, как можно заниматься шантажом, и при этом оставаться в рамках закона.
Некоторое время спустя, когда Мэри выходит на свободу, Агнес привозит её на квартиру, где знакомит с членами своей банды — главарём Джо Гарсоном (Пол Келли), Рэдом (Джеймс Бёрк), Эдди Мортоном (Пол Кэвэна) и его подружкой Джун (Линн Карвер). Мэри говорит подруге, что стала более мудрой, взрослой и жёсткой. Когда бандиты планируют очередное дело, рассчитывая по-быстрому заполучить 10 тысяч долларов, Мэри предлагает им вариант, как провернуть тот же самый шантаж, используя дыры в законе и юридические уловки.
В пятницу вечером, перед закрытием магазина Агнес под видом богатой дамы покупает в универмаге Гилдера шубу за 2 тысячи долларов, расплачиваясь чеком, и просит доставить шубу в дорогой отель, где она проживает. После того, как Агнес через час после получения шубы выписывается из отеля и выезжает в неизвестном направлении, Макугайр докладывает Гилдеру о своём подозрении, что шубу могла похитить мошенница, расплатившись за неё фальшивым чеком. Агнес с помощью полиции вскоре находят и отправляют в тюрьму, однако в понедельник банк принимает чек к отплате, и Агнес выпускают на свободу. На встрече с представителями универмага она обещает подать на него в суд и устроить скандал, и для спасения репутации универмага Гилдер предлагает ей покрыть её материальные и моральные издержки на сумму 20 тысяч долларов.
Некоторое время спустя Мэри, собрав информацию на Ричарда, под видом богатой клиентки записывается в его лётный клуб якобы, чтобы научиться летать на собственном самолёте. В течение трёх недель Мэри обрабатывает Ричарда, и члены банды начинают волноваться, не возникла ли между ними любовь. Когда банду посещает сержант Кэссиди (Уильям Гарган) с целью добиться возврата денег по одному из старых преступлений, Мэри предъявляет ему выписанный судьёй ордер, запрещающий ему проводить какие-либо мероприятия по тому делу. После его ухода Мэри объясняет Джо, что работает с Ричардом, чтобы заставить его отца заплатить за всё, что он ей сделал.
После месяца встреч Ричард приглашает Мэри на светский приём в семейный особняк, где во время романтического вечера они целуются. Озабоченный отец Ричарда поручает Макгуайеру и Кэссиди выяснить всё о Мэри. Вскоре Ричард сообщает отцу, что он и Мэри поженились. Адвокат Демарест (Сидни Блэкмер) заявляет, что брак будет аннулирован ввиду того, что Ричард вступил в него, не зная, что его невеста является воровкой и преступницей. Мэри подтверждает, что мистер Гилдер засадил её в тюрьму за воровство, лишив честного имени, и теперь она из мести вышла замуж за его сына, и будет носить его фамилию. Ричард в свою очередь заявляет, что женился на Мэри честно и по любви, и потому не видит причин для аннулирования брака. После ухода молодой пары Гилдер поручает Демаресту и Макгуайеру предпринять шаги, чтобы избавить их семью от Мэри.
Первым делом подручным Гилдера удаётся добиться временной блокировки банковских счетов всех членов банды Джо, в результате чего те начинают остро нуждаться в наличных деньгах. Тем временем Роберт приходит к Мэри в тот момент, когда она пишет в журнал статью о том, как Гилдер засадил её в тюрьму и сломал ей жизнь. Роберт пытается отговорить её, заявляя, что своим желанием отомстить она делает себе только хуже, однако она его не слушает. Когда Мэри заявляет, что они больше не женаты, Роберт убегает, а Мэри сознаётся Агнес, что любит Роберта. Эдди предлагает Джо и Рэду ограбить дом Гилдера, не привлекая к этому Мэри. Он говорит, что у Гилдера в гостиной висит картина Рембрандта стоимостью 200 тысяч долларов, и у него есть арт-дилер (Клод Кинг), который готов купить эту картину. Созвонившись с арт-дилером, Джо просит его приготовить к завтрашнему утру деньги, а ночью трое мужчин предполагают пойти на дело.
Вечером к Мэри и Агнес приходит взволнованная Джун, которая сообщает, что Эдди, Джо и Рэд направились грабить дом Гилдера. Понимая, что это смертельно опасная авантюра, Мэри бросается, чтобы остановить их, после чего Джун тайно звонит Макгуайеру, сообщая, что она всё сделала, как он просил. Проникнув в гостиную Гилдера, Джо с сообщниками пытается снять картину со стены, однако в этот момент появляется Мэри с требованием остановиться. Неожиданно на шум приходит Роберт, который просит бандитов вывернуть карманы и покинуть дом. Роберт удивлён, увидев Мэри, так как получил от неё телеграмму из Чикаго с приглашением приехать. Мэри догадывается, что кто-то хотел подставить её в этом преступлении, и сделать это так, чтобы Роберта не было рядом. Роберт заявляет, что на стене висит копия картины, которая ничего не стоит, после чего бандиты понимают, что Эдди их умышленно хотел подставить на этом деле. Джо достаёт пистолет и убивает Эдди, после чего на шум выстрела к дому бегут полицейские. Роберт показывает Джо и Рэду, как сбежать через крышу, а сам остаётся в комнате вместе с Мэри. Во время погони полицейские тяжело ранят Рэда, однако Джо удаётся сбежать. Инспектору Кэссиди Мэри сообщает, что это Роберт застрелил Эдди, защищая свой дом, и передает инспектору оружие, которое перед этим забрала у Джо. При этом Роберт не возражает против её слов. Рэд умирает в больнице, так и не сказав ничего полиции.
Вскоре задерживают Джо, которого инспектор просит подтвердить версию, что Мэри организовала ограбление из мести Гилдеру. Однако Джо заявляет, что он застрелил Эдди, а Мэри не имела никакого отношения к ограблению. После того, как Роберт и Мэри выходят из полицейского участка, он заявляет, что всегда был уверен в том, что она не крала драгоценности из магазина. Он даже нанял детектива, который нашёл настоящую воровку, и она во всё созналась. Гилдер-старший находит в себе силы попросить у Мэри прощения, после чего Мэри и Ричард уходят, чтобы начать вместе новую жизнь.

## В ролях
- Рут Хасси — Мэри Тёрнер
- Том Нил — Ричард Гилдер
- Пол Келли — Джо Гарсон
- Уильям Гарган — Кэссиди
- Пол Кэвэна — англичанин Эдди Мортон
- Рита Джонсон — Агнес
- Сэмьюэл С. Хайндс — мистер Гилдер
- Линн Карвер — Джун
- Сидни Блэкмер — Джордж Демарест
- Джо Эн Сэйерс — Хелен Моррис
- Энн Моррис — продавщица
- Джеймс Бёрк — Рэд
- Дон Дуглас — инспектор Бёрк
- Клифф Кларк — Макгуайр
- Клод Кинг — арт-дилер
- Фрэнк Орт — Джим Дженкс

## История создания фильма
В основу фильма положена пьеса американского драматурга Байарда Вейллера, которая в 1912-13 годах с успехом шла на Бродвее, выдержав 541 представление. Как отметил историк кино Ричард Харланд Смит, ещё до 1940 года на основе спектакля было создано не менее пяти фильмов. В 1916 году вышел австралийский немой фильм, за которым в 1917 году последовала американская экранизация студии Vitagraph. В 1924 году продюсер Джозеф Шенк сделал ещё один немой фильм со своей женой Нормой Толмадж в главной роли, и, наконец, в 1930 году студия Metro-Goldwyn-Mayer сделала звуковую картину под названием «Оплачено», где роль Мэри Тёрнер сыграла Джоан Кроуфорд.
Что касается кино, то фильм 1939 года стал «четвёртой и последней киноверсией пьесы Байарда Вейллера». Кроме того, по информации Американского института киноискусства, в 1935 году была поставлена также радиопьеса «В рамках закона», главную роль в ней вновь исполнила Джоан Кроуфорд. И, наконец, уже в 1952 году вышел телевизионный спектакль под тем же названием с Лолой Монтес и Орсоном Бином в главных ролях. По словам Смита, студия Metro-Goldwyn-Mayer «как бы специализировалась на экранизациях успешных бродвейских спектаклей Вейллера», поставив также салонный детектив «Тринадцатый стул» (1937) и позднее судебную мелодраму «Процесс Мэри Дагэн» (1941).
Согласно сайту Американского института кино, «режиссёр Густав Махаты, вероятно, более всего знаменит постановкой чехословацких фильмов „Эротикон“ (1929) и „Экстаз“ (1933), в последнем из которых главную роль сыграла 18-летняя Хэди Ламарр (фильм стал знаменит прежде всего благодаря мимолётной обнажённой сцене с её участием). Перебравшись в США, Махаты поставил для MGM короткометражку „Неправильный выход“ (1938)», после чего ему была поручена работа над этим фильмом, который стал первым из двух полнометражных фильмов, поставленных им в США в качестве режиссёра. В 1945 году Махаты поставил на студии Republic фильм нуар «Ревность» (1945), а затем вернулся в Европу.
Как написал историк кино Ханс Воллстейн, «производство картины было затруднено проблемами с подбором актёров». В частности, «Том Нил стал третьим кандидатом на роль довольно слабого главного героя». Согласно информации «Голливуд Репортер», первоначально на роль Ричарда Гилдера планировался Ли Боуман, затем его сменил Джон Кинг, которого в свою очередь заменили на Тома Нила.
Журнал «Голливуд Репортер» также отметил сложности с подбором актрисы на главную женскую роль. В итоге выбор пал на Рут Хасси. Как написал Смит, «бывшая модель агентства Powers, Рут Хасси ничего не знала о тюремной жизни, однако один её партнёр (Пол Келли) по фильму уже отбывал срок, а другому (Том Нил) предстояло оказаться в тюрьме. Келли с 1927 года провёл 25 месяцев в тюрьме Сан-Квентин за убийство мужа своей любовницы, актёра Рэя Рэймонда. Нил же в 1965 году застрелит свою третью жену, после чего проведёт шесть лет за решёткой, где и умрёт от инфаркта в 1971 году, за шесть месяцев до своего досрочного освобождения».
Как написал кинообозреватель «Нью-Йорк Таймс» Фрэнк С. Ньюджент, «приятно отметить, что к звёздному статусу готовят таких привлекательных молодых актрис, как Рут Хасси. Это показывает адекватное чувство ответственности за будущее со стороны Metro-Goldwyn-Mayer, которая уже содержит самую дорогую группу звёзд в Голливуде».

## Оценка фильма критикой
Охарактеризовав картину как «одетую в современные платья историческую мелодраму с двумя или тремя эпизодами в самолёте», Ньюджент обратил особое внимание на актёрскую игру. По мнению критика, «мисс Хасси и остальные актёры заслуживают похвалы за грамотный ремейк в эпоху в целом неудачных ремейков. В роли абсолютно современной Мэри Тёрнер, ошибочно обвинённой в магазинной краже, Хасси красива, хладнокровна и полна собственного достоинства».
Как отметил Воллстейн, «фильм отличает привлекательный актёрский состав из актёров второго эшелона MGM, гладкая постановка чехословацкого иммигранта Густава Махаты и обычное для Metro-Goldwyn-Mayer богатое и щедрое оформление. Всё это однако не может заменить крайне надуманный и порой откровенно устаревший сюжет, который имел мало общего с жизнью 1939 года, не говоря уж о сегодняшнем дне».